# Cirrospilus silvae
Cirrospilus silvae är en stekelart som först beskrevs av Girault 1916.  Cirrospilus silvae ingår i släktet Cirrospilus och familjen finglanssteklar. Inga underarter finns listade i Catalogue of Life.